# SS-Falkenhof

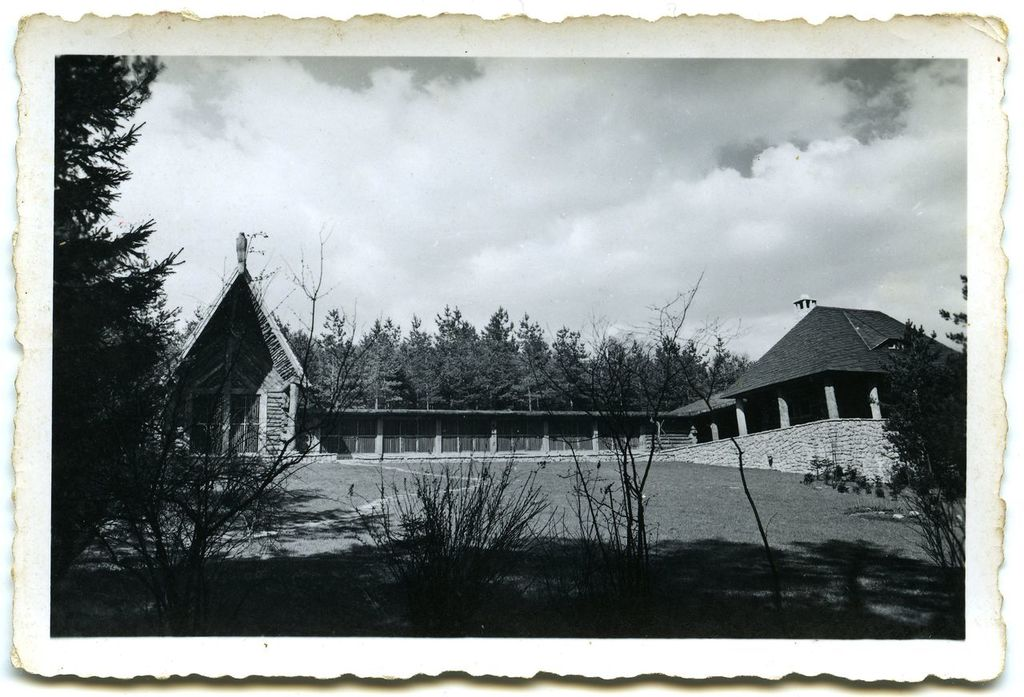
SS-Falkenhof Weimar des KZ Buchenwald, Fotografie aus einer von der SS herausgegebenen Bildmappe (1939)

Im KZ Buchenwald bei Weimar unterhielt die SS ab 1938 einen SS-Falkenhof, der ab 1943 auch als Sonderhaftstätte genutzt wurde.

## Geschichte
Die Einrichtung geschah auf Befehl des Reichsführers SS Heinrich Himmler im Mai 1938. Es war zugleich der einzige SS-Falkenhof im Deutschen Reich. Sie lag westlich der „SS-Führersiedlung I“ im Konzentrationslager Buchenwald auf dem Großen Ettersberg. Geplant und entworfen wurde sie von Renz Waller. Der Deutsche Falkenorden war schon 1921 gegründet worden, die Falknerei erlebte allerdings mit den Nazis einen Aufschwung. Der Standort war nicht zufällig gewählt, da in dem Konzentrationslager NS-Zwangsarbeiter ohne viel Aufwand rekrutiert werden konnten. Die KZ-Häftlinge wiederum waren es, die den SS-Falkenhof errichteten. Er wurde Anfang 1940 fertiggestellt. Durch einen britischen Fliegerangriff vom 24. Juli 1940 teilweise zerstört, wurde er nach Reparaturen 1941 wieder für die Besichtigung freigegeben und war auch für den Besucherverkehr offen. Gebaut wurde er hauptsächlich aus starkem Eichenholz im „altgermanischen Stil“. Das Haus des Falkners wurde ab 1943 zudem als Sonderhaftstätte genutzt. Hier waren Léon Blum, Édouard Daladier und Paul Reynaud, der Minister Georges Mandel und der letzte Oberbefehlshaber der französischen Streitkräfte, General Maurice Gamelin, inhaftiert.
Auf dem Gelände wurden Adler, Habichte und andere Vögel gehalten.
Das Gelände war in Anlehnung an den Reichsfalkenhof auf dem Reichsjägerhof „Hermann Göring“ errichtet worden. Es umfasste eine Jagdhalle, ein Tiergehege und Falknerhaus und ein Geschenk an Göring. Nach 1945 wurde der SS-Falkenhof demontiert und in Ulla als Wohnhaus wiederaufgebaut. Nur Fundamentreste sind erhalten geblieben.